# Jordan Lotiès
Jordan Lotiès (Clermont-Ferrand, 5 augustus 1984) is een Frans-Martinikaan voetballer die bij voorkeur als centrale verdediger speelt. Hij stroomde in 2003 door vanuit de jeugd van Clermont Foot en kwam in het eerste elftal terecht.

## Clubcarrière
Lotiès doorliep de jeugd van Clermont Foot. Zijn debuut in de Ligue 2 maakte hij op 5 september 2003 in de met 2–0 verloren wedstrijd tegen FC Istres. Lotiès verving in de 58ste minuut Emmanuel Gas.
Na 3 jaar maakte hij de overstap naar AS Dijon, eveneens uitkomend in de Ligue 2. In de zomer van 2009 werd hij voor ruim 1 miljoen euro overgenomen door AS Nancy. Zijn debuut in de Ligue 1 maakte hij op 8 augustus in de met 1–3 gewonnen wedstrijd tegen Valenciennes FC. Lotiès speelde de volledige wedstrijd.
In het seizoen 2013/14 werd Lotiès transfervrij overgenomen door CA Osasuna uitkomend in de Spaanse Primera División. Met Osasuna werd de degradatie een feit. Lotiès speelde nog twee seizoenen in de Segunda División vooraleer hij halfweg het seizoen 2015/16 terugkeerde naar Dijon. 
Op 1 juli 2017 tekende hij een contract tot 2019 bij KAS Eupen, uitkomend in de Belgische Eerste klasse A.
1 Moser ·
2 Van Genechten ·
3 Davidson ·
4 Baiye ·
7 Nuhu ·
8 Peeters ·
9 Prevljak ·
10 Charles-Cook ·
11 N'Dri ·
13 S. Keita ·
14 Deom ·
15 Magnée ·
17 Bitumazala ·
18 A. Keita ·
20 Magee ·
23 Christie-Davis ·
24 Wakaso ·
28 Paeshuyse ·
29 Alloh ·
30 Gorenc ·
33 Nurudeen ·
35 Lambert ·
47 Offermann ·
77 Oger ·
99 Roufosse ·
Coach: Still